# Allocosa brasiliensis
Allocosa brasiliensis là một loài nhện trong họ Lycosidae. Chúng được Alexander Petrunkevitch miêu tả năm 1910.

## Hình ảnh

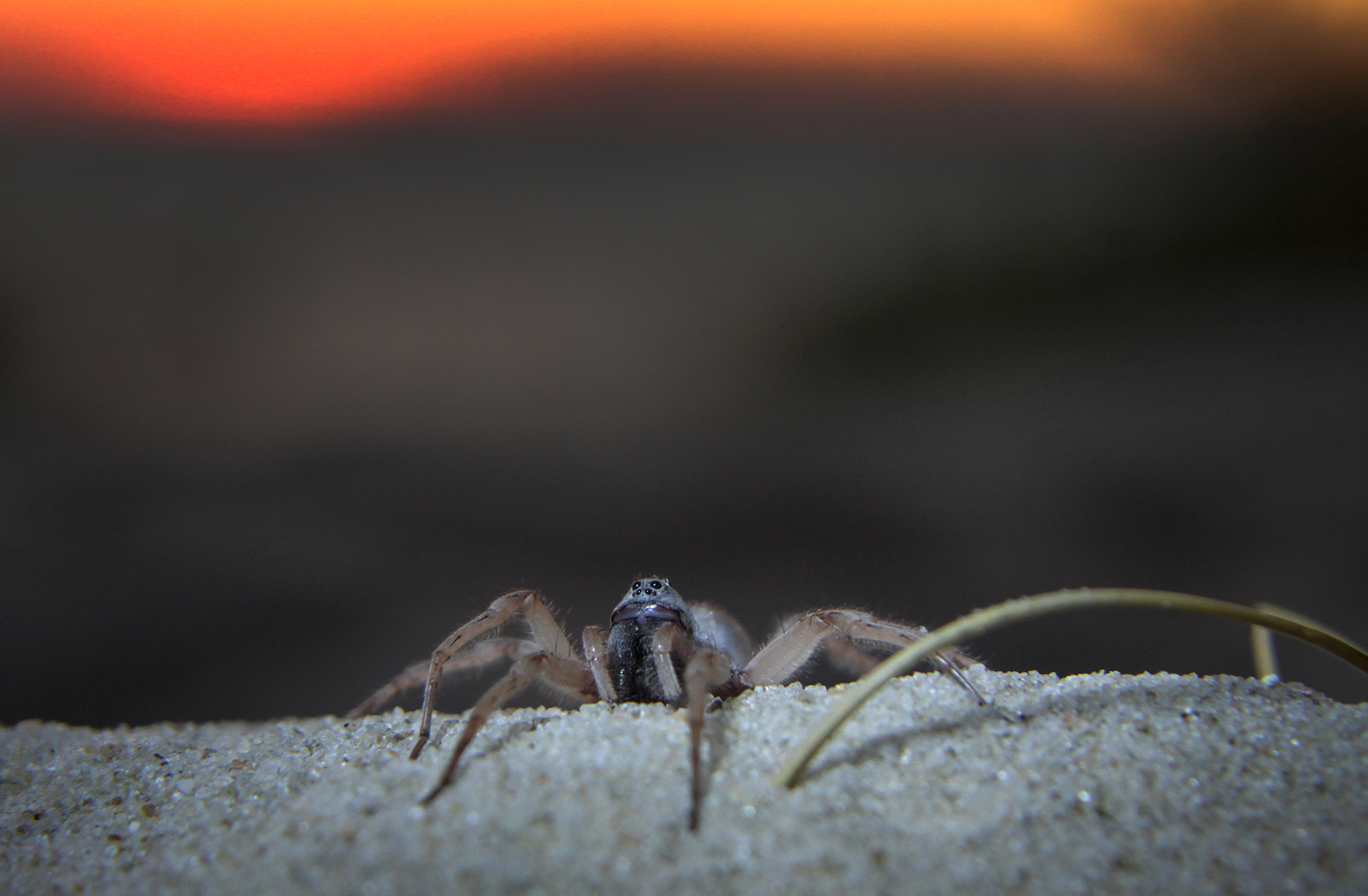